# Ascendances
Pour les articles homonymes, voir Ascendance.
 Ascendances était une revue française mensuelle consacrée au vol libre.

## Généralités
Ascendances était la revue de la Fédération française de vol libre.